# 锡耶
锡耶（法語：Sciez，法語發音：[sje]），亦称萊芒湖畔锡耶（Sciez-sur-Léman，[sje syʁ lemɑ̃]），是法国上萨瓦省的一个市镇，属于托农莱班区。

## 地理
锡耶（46°19'55"N, 6°22'26"E）面积20.47 平方千米，位于法国奥弗涅-罗讷-阿尔卑斯大区上萨瓦省，该省份为法国东部省份，历史上为薩伏依的一部分，北与瑞士接壤，西接安省，南至萨瓦省，东与瑞士和意大利接壤。
与锡耶接壤的市镇（或旧市镇、城区）包括：巴莱松、邦斯昂沙布莱、埃克塞讷韦、吕利、马尔让塞勒、马松日、佩里涅。
锡耶的时区为UTC+01:00、UTC+02:00（夏令时）。

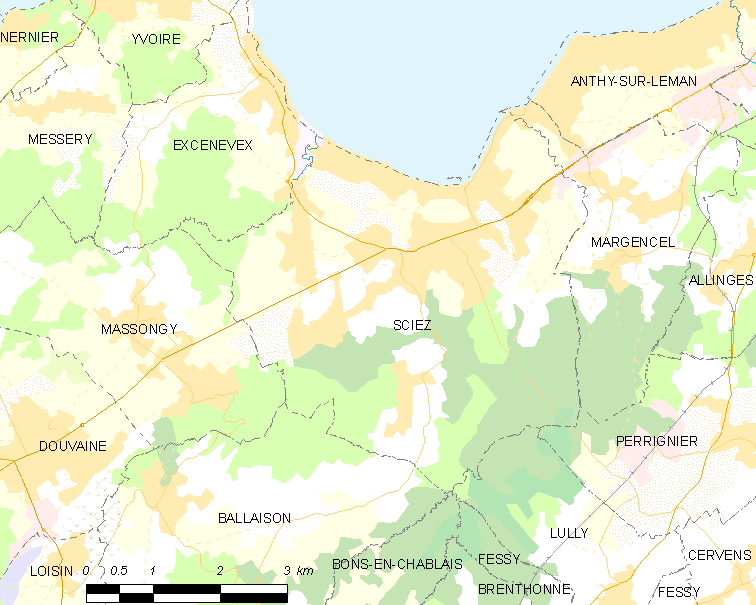
锡耶的OSM定位图

## 行政
锡耶的邮政编码为74140，INSEE市镇编码为74263。

## 政治
锡耶所属的省级选区为锡耶县，同时锡耶也是该县的中央投票站所在地。

## 人口

1962-2008年间锡耶人口变化图示

锡耶于2022年1月1日时的人口数量为6317人。